# Ill (Francija)
Ill je 223 km dolga reka v severovzhodni francoski regiji Alzaciji, levi pritok Rena. Izvira v vznožju Jurskega hribovja, od koder teče proti severu med Vogezi na levi in Renom na desni strani vse do Strasbourga, kjer se vanj izliva.

## Geografija

### Porečje
Pritoki v glavnem prihajajo z njene leve strani  s pobočja Vogezov:
- Largue
- Doller
- Thur
- Lauch
- Fecht
- Giessen
- Andlau
- Liepvrette
- Ehn
- Bruche
- Souffel
- Budala

### Departmaji in kraji
Reka Ill teče skozi naslednje departmaje in kraje 
- Haut-Rhin: Altkirch, Mulhouse, Colmar,
- Bas-Rhin: Sélestat, Strasbourg.